# 野見山篤
野見山 篤（のみやま あつし、1956年2月2日 - ）は、福岡県飯塚市出身の元サッカー選手、サッカー指導者である。

## 経歴
1975年3月に福岡県立嘉穂高等学校を卒業後、早稲田大学教育学部に入学。大学時代は早稲田大学ア式蹴球部に在籍した。
早稲田大学卒業後、1979年4月に住友金属工業蹴球団（現・鹿島アントラーズ）に入団。2年目からキャプテンとなり、選手として6シーズンのあいだプレー。選手との兼任でコーチおよび主務も務めた。クラブが日本サッカーリーグ1部に昇格した1985年に監督代行、1986年から1988年まで監督を務めた。監督在任中は1年目に降格したが、1986-87シーズンにJSL2部で優勝して1年で1部に復帰した。
Jリーグ発足を前にしたクラブのプロ化プロジェクトチームには立ち上げ段階から参加。ジーコとの契約にも関わった。1992年4月、鹿島の運営会社である株式会社鹿島アントラーズ・エフ・シーに入社。サテライトチーム監督、1993年2月よりチーム管理課長、1997年8月より広報室長を歴任。野見山はゼネラルマネージャー的な立場から、監督や選手の人選、スカウト、契約を担当した。スカウトとして獲得した選手には柳沢敦らがいる。
日本サッカー協会（JFA)においては1994年から1996年まで強化委員、2002年10月より技術委員会副委員長兼技術部部長、2004年1月より技術委員会副委員長兼代表チーム部部長を夫々務めた。
2006年8月、株式会社鹿島アントラーズ・エフ・シーに戻り、育成部強化担当部長に就任。
2014年1月、Jリーグに加盟するアビスパ福岡の運営会社であるアビスパ福岡株式会社の代表取締役社長に就任。経営改善に取り組んだ後、2015年3月の定時株主総会および取締役会限りで退任、常勤の取締役に異動した。同年12月15日付で同職を退任、翌16日、2016年1月1日付でギラヴァンツ北九州強化本部長に就任することが発表された。その後、北九州のゼネラルマネージャーに就任したが、2017年シーズンをもって退任すると発表された